# Doris (Q135)
«Доріс» (Q135) (фр. Doris (Q135) — військовий корабель, прибережний підводний човен типу «Сірсе» військово-морських сил Франції часів Другої світової війни.
Підводний човен «Доріс» був закладений 1 лютого 1924 року на верфі компанії Chantiers Schneider et Cie у Бордо. 25 листопада 1927 року він був спущений на воду, а 26 травня 1928 року увійшов до складу ВМС Франції.

## Історія служби
«Доріс» на початок Другої світової війни вже вважався застарілим. Корабель цього типу був розроблений незабаром після Першої світової війни, близько 1923 року, і після введення до строю в 1928 році тривалий час перебував в експлуатації.
На момент вступу Франції у Другу світову війну човен входив до 10-ї французької підводної флотилії, яка у квітні 1940 року була переведена до англійського порту Гарідж на посилення британського королівського флоту.
8 травня 1940 року «Доріс» разом з п'ятьма британськими та семи французькими підводними човнами вийшов на патрулювання у Північне море, північніше Фризьких островів, біля узбережжя Нідерландів, для забезпечення прикриття східного входу до Ла-Маншу, в очікуванні можливого вторгнення Німеччини в Англію.
9 травня 1940 року, незабаром після півночі, «Доріс» був уражений торпедою G7a німецького підводного човна U-9 під командуванням обер-лейтенанта-цур-зее В. Люта західніше голландського Петтена, де французький човен затонув. Весь екіпаж «Доріс» та три представника Королівського ВМФ загинули.